# 鬼平犯科帳スペシャル 雨引の文五郎
『鬼平犯科帳スペシャル 雨引の文五郎』（おにへいはんかちょうスペシャル あまびきのぶんごろう）は、フジテレビ系列で2009年7月17日に放送された単発の時代劇ドラマ。池波正太郎原作の時代劇シリーズ『鬼平犯科帳』のスペシャル版。

## 概要
本作は、二代目中村吉右衛門主演のテレビ時代劇『鬼平犯科帳』のテレビ第2シリーズの第6話「雨引きの文五郎」と第5シリーズの第8話「犬神の権三郎」のリメイク作品にあたる。

## キャスト
- 長谷川平蔵 - 二代目中村吉右衛門
- 久栄 - 多岐川裕美
- 酒井祐助 - 勝野洋
- 木村忠吾 - 尾美としのり
- 村松忠之進 - 沼田爆
- 小柳安五郎 - 谷口高史
- 三井忠次郎 - 中村吉之助
- 竹内孫四郎 - 中村吉三郎
- 山崎国之進 - 中村吉五郎
- 同心 - 中村吉六
- 同心 - 中村吉二郎
- 同心 - 中村吉也
- 小林金弥 - 三代目中村歌昇
- 小房の粂八 - 蟹江敬三
- 伊三次 - 三浦浩一
- 大滝の五郎蔵 - 綿引勝彦
- 三次郎 - 藤巻潤
- おとき - 江戸家まねき猫
- おまさ - 梶芽衣子
- 雨引の文五郎 - 國村隼
- おしげ - 賀来千香子
- 落針の彦蔵 - 菅田俊
- 滝蔵 - 樋浦勉
- おきぬ - 長谷川真弓
- 政次 - 土屋裕一
- 伊助 - 有園芳記
- 柿六 - 朝倉伸二
- おれん - 亜呂奈
- 与吉 - 清水伸
- 幸兵衛 - 平井靖
- 浪人 - 加藤大祐
- 浪人 - 仲野穀
- 浪人 - 円堂耕成
- 浪人 - 甲斐浩
- - 東孝
- -　大矢敬典
- - 中島多朗
- - 宇仁貫三
- 小鼠の安兵衛 - 上田耕一
- 犬神の権三郎 - 田中健
- 舟形の宗平 - 伊東四朗

## スタッフ
- 企画 - 能村庸一（フジテレビ）、武田功（松竹）
- プロデューサー - 保原賢一郎（フジテレビ）、成河広明（フジテレビ）、佐生哲雄（松竹））、足立弘平（松竹）
- 原作 - 池波正太郎 「雨引の文五郎」「犬神の権三」（文春文庫刊）
- 脚本 - 古田求 、安倍徹郎
- 音楽 - 津島利章
- 美術監修 - 西岡善信
- 料理指導 - 阿部孤柳
- テーマ音楽 - インスピレイション / ジプシー・キングス
- ナレーター - 能村太郎
- 監督 - 斎藤光正
- 制作 - フジテレビ、松竹